# Cosmophorus pityophthori
Cosmophorus pityophthori är en stekelart som beskrevs av Sievert Allen Rohwer 1917. Cosmophorus pityophthori ingår i släktet Cosmophorus och familjen bracksteklar. Inga underarter finns listade i Catalogue of Life.